# Гричанов, Иван Васильевич

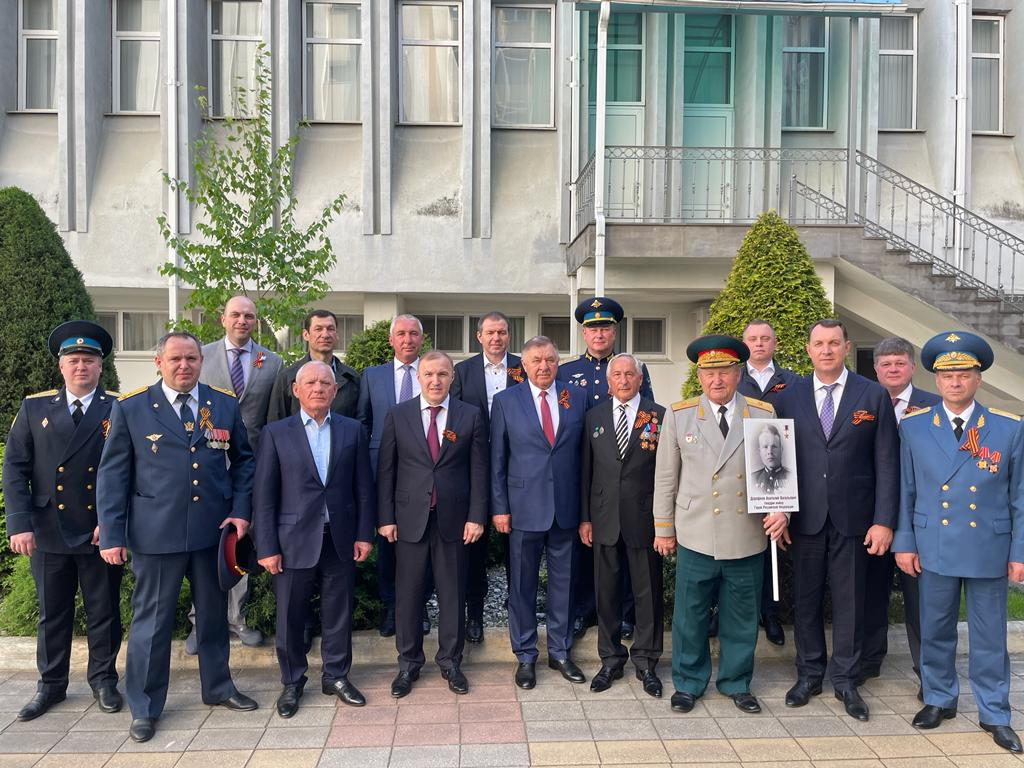
Иван Гричанов (во 2-м ряду 2-й слева) 9 мая 2022 года Майкоп

Иван Васильевич Гричанов (род. 30 сентября 1968, п. Селихино, Комсомольского района, Хабаровский край СССР) — советский и российский деятель органов внутренних дел и Федеральной службы войск национальной гвардии Российской Федерации. Начальник Управления Федеральной службы войск национальной гвардии Российской Федерации по Адыгее (12.2022), по Тверской области (02.2024) Генерал-майор полиции (2020).

## Биография
Родился 30 сентября 1968 года в городе в п. Селихино, Комсомольского района, Хабаровского края. Окончил в 1997 году Адыгейский государственный педагогический институт, в 2005 году Академию управления МВД России.
Проходил службу на различных должностях начальствующего состава в управлении МВД России по Республике Адыгея.
С 2016 года — заместитель командира отряда милиции особого назначения (ОМОН) Главного управления внутренних дел по Адыгее. Республика Адыгея.
С 2018 года – заместитель начальника управления Росгвардии по Республике Адыгея.
С 01.12.2020 – Начальник Управления Федеральной службы войск национальной гвардии Российской Федерации по Республике Адыгея. В 2023 году передал должность генерал-майору полиции Якушеву О. В.
В 2023 году за мужество, отвагу и самоотверженность, проявленные при исполнении воинского и служебного долга Указом Президента был награждён Медалью ордена «За заслуги перед Отечеством» I степени. Иван Гричанов также отмечен Благодарственным письмом Президента Российской Федерации.
С 2023 года – заместитель начальника Главного управления Федеральной службы войск национальной гвардии Российской Федерации по Санкт-Петербургу и Ленинградской области.
С февраля 2024 — Начальник Управления Федеральной службы войск национальной гвардии Российской Федерации по Тверской области. Тверь Центральный округа войск национальной гвардии.
Неоднократно выезжал в служебные командировки в Северо-Кавказский регион и СВО. За проявленное мужество и героизм награждён государственными и ведомственными наградами.

## Награды
Государственные
- Медаль ордена «За заслуги перед Отечеством» I степени (2023)
- Медаль ордена «За заслуги перед Отечеством» II степени (1996)

Ведомственные
- Медаль «За безупречную службу» III степени
- Медаль «200 лет МВД России»
- Медаль «За отличие в службе» I и II степеней (МВД России)
- Медаль «За доблесть в службе» (МВД России)
- Медаль «За боевое содружество» (МВД России)
- Нагрудный знак «Почётный сотрудник МВД»
- Нагрудный знак «200 лет МВД России»

## Специальные звания
•	1989 — лейтенант 
•	1994 - старший лейтенант  милиции
•	1994— капитан милиции
•	1997_— майор милиции
•	2000— подполковник милиции 
•	2006— полковник милиции
•	2011 — полковник полиции
•	2020— генерал-майор полиции

## Семья
- Отец - Василий Гричанов